# Liste öffentlicher Bücherschränke im Landkreis Reutlingen
In der Liste öffentlicher Bücherschränke im Landkreis Reutlingen sind öffentliche Bücherschränke für Orte, die zum Landkreis Reutlingen in Baden-Württemberg gehören, aufgeführt. Sie ist primär nach Orten sortiert, unabhängig davon, ob es sich um Ortsteile, Gemeinden oder Städte handelt. Der Artikel ist Teil der übergeordneten Liste öffentlicher Bücherschränke in Baden-Württemberg. Ein öffentlicher Bücherschrank ist ein Schrank oder schrankähnlicher Aufbewahrungsort mit Büchern, der dazu dient, Bücher kostenlos, anonym und ohne jegliche Formalitäten zum Tausch oder zur Mitnahme anzubieten. Die Liste erhebt keinen Anspruch auf Vollständigkeit.

## Öffentliche Bücherschränke im Landkreis Reutlingen
| Bild | Ausführung     | Ort                        | Seit | Anmerkung | Geokoordinaten                                       |
| ---- | -------------- | -------------------------- | ---- | --- | ---------------------------------------------------- |
|      | Bücherschrank  | Bleichstetten              |      | Bücherhaltestelle Bleichstetten | ⊙ Hinterberg 13                                      |
|      | Bücherschrank  | Grabenstetten              |      | Offenes Buch Grabenstetten, direkt neben dem Rathaus in Grabenstetten | ⊙ Böhringer Straße 10                                |
|      | Bücherregal    | Hohenstein-Ödenwaldstetten |      | Öffentliches Bücherregal Ödenwaldstetten | ⊙ Im Dorf 14                                         |
|      | 2 Bücherregale | Metzingen                  | 2024 | „Metzingen liest“ – öffentlicher Bücherschrank am Rathaus Gruppe von MoBiLE | Stuttgarter Str. 2–4                                 |
|      | Bücherregal    | Münsingen                  |      | Offenes Bücherregal Germania | ⊙ Bühl 6                                             |
|      | Bücherschrank  | Ohmenhausen                |      | In einer ehemaligen gelben Telefonzelle | ⊙ Gomaringer Straße 11                               |
|      | Bücherschrank  | Ohnastetten                |      | Bücherhaltestelle Ohnastetten | ⊙ Würtinger Straße 12                                |
|      | Bücherschrank  | Pfullingen                 |      | Laiblinpark, hinter dem Samariterstift | ⊙ Hohmorgenstr. 15                                   |
|      | Bücherschrank  | Reutlingen                 |      | Am oberen (südlichen) Ende der Fußgängerzone Wilhelmstraße, Reutlingen Albtorplatz | ⊙ Metzgerstraße 79 / Wilhelmstraße                   |
|      | Bücherschrank  | Reutlingen                 |      | Eingang Matthäus-Alber-Haus, Evangelische Kirche Reutlingen | ⊙ Lederstr. 81                                       |
|      | Bücherschrank  | Reutlingen-Betzingen       |      | Links vom Eingang zum Gemeindehaus | ⊙ Steinachstraße 4                                   |
|      | Bücherbox      | Reutlingen-Buchholz        |      | Am Eingang des Gartengrundstücks | ⊙ Oberes Burgholz 2                                  |
|      | Bücherschrank  | Reutlingen-Degerschlacht   |      | Neben der Petruskirche | ⊙ Martin-Knapp-Straße 2                              |
|      | Bücherschränke | Reutlingen-Oferdingen      |      | Die beiden Bücherschränke stehen im Vorgarten eines Privathauses direkt an der Kreuzung | ⊙ Überm Neckar 65, 72768 Reutlingen-Oferdingen       |
|      | Bücherschrank  | Reutlingen-Orschel-Hagen   |      | Bücherschrank Orschel-Hagen. Unscheinbar am Gebäude der Bibliothek als Tür mit einem Regal dahinter (Seite zum Platz, nur fußläufig zu erreichen). Neben dem Bürgeramt Reutlingen (Außenstelle Orschel-Hagen) | ⊙ Dresdner Platz 1, 72760 Orschel-Hagen – Reutlingen |
|      | Bücherschrank  | Reutlingen-Römerschanze    |      | Bücherschrank an der Evangelischen Auferstehungskirche Reutlingen | ⊙ Sonnenstraße 92                                    |
|      | Bücherschrank  | Reutlingen-Rommelsbach     |      | Reutlingen-Rommelsbach, Christian-Morgenstern-Schule | ⊙ Mähderstraße 3–7                                   |
|      | Bücherschrank  | Reulingen-Sondelfingen     | 2022 | Bücher-Box in einer alten Telefonzelle | ⊙ Kreuzung Grundweg / Am Heilbrunnen                 |
|      | Bücherregal    | St. Johann                 | 2013 | Bushaltestelle | ⊙ St. Johanner Str.                                  |
|      | Bücherschrank  | Walddorfhäslach-Häslach    |      | Frauenliste Walddorfhäslach e. V. | ⊙ Dorfstraße 28                                      |
|      | Bücherschrank  | Walddorfhäslach-Walddorf   |      | Frauenliste Walddorfhäslach e. V. | ⊙ Hauptstraße 3                                      |

## Ehemalige öffentliche Bücherschränke
Die folgenden ehemaligen öffentliche Bücherschränke bestanden einst im Landkreis Reutlingen:
| Bild | Ausführung    | Ort                  | Seit | Anmerkung                                                                    | Geokoordinaten         |
| ---- | ------------- | -------------------- | ---- | ---------------------------------------------------------------------------- | ---------------------- |
|      | Bücherregal   | Ohmenhausen          |      | Bücherbaum Ohmenhausen, ersetzt durch das Bücherhäusle in einer Telefonzelle | ⊙ Gomaringer Straße 11 |
|      | Bücherschrank | Reutlingen-Betzingen |      | [ 1 ]                                                                        | ⊙ Leyrenbachstraße 34  |
|      | Bücherschrank | Pfullingen           |      | Bücherbaum                                                                   | ⊙ Marktplatz 1         |
|      | Bücherschrank | Reutlingen-Oststadt  |      | Bücherparklet Oststadt Reutlingen                                            | ⊙ Charlottenstraße 71  |

## Statistik
Für einen Vergleich zu den anderen Land- und Stadtkreisen Baden-Württembergs sowie zum Landesdurchschnitt siehe die Statistik öffentlicher Bücherschränke in Baden-Württemberg.